# Coraje holandés
El término "coraje holandés" (originalmente Dutch courage) se refiere al supuesto valor que dan las bebidas alcohólicas cuando se ingieren en exceso. La intoxicación que produce el alcohol actúa como un desinhibidor, haciendo que la persona afectada no considere los riesgos de forma correcta. 
Se empezó a usar este término en las guerras anglo-neerlandesas, haciendo referencia a los soldados ingleses y la valentía que les proporcionaba la ginebra holandesa. El médico y científico Franciscus Sylvius había creado este tipo de ginebra, y los mandos británicos notaron que los soldados se calmaban antes de entrar en combate. De hecho, cuando llegaba el momento de luchar mostraban un ímpetu y arrojo que les hacía parecer que no tenían miedo de morir. Por este motivo se usó el dicho "coraje holandés", refiriéndose al valor que les daba este tipo de ginebra fabricada en Holanda.